# Comisia pentru Bursă și Valori Mobiliare a SUA
Comisia pentru Bursă și Valori Mobiliare (în engleză U. S. Securities and Exchange Commission), cunoscută cu acronimul SEC, este o agenție independentă a guvernului federal al Statelor Unite, creată în 1934 de către președintele Franklin Delano Roosevelt în urma Crahului de pe Wall Street din 1929 și în contexul New Deal, și are ca scop reglementarea și supravegherea piețelor financiare din SUA. Puterile și compoziția agenției au fost schimbate radical prin cu Dodd-Frank Wall Street Reform and Consumer Protection Act din 2010.
Legile si reglementările financiare care constituie legea piețelor financiare americane provin din principiul că orice investitor, instituțional sau privat, trebuie să aibă acces la un minim de informații înainte de a cumpăra valori mobiliare și pe toată durata deținerii acestora.

## Prezentare generală
SEC are o misiune în trei părți: protejarea investitorilor; menținerea unor piețe corecte, ordonate și eficiente; facilitarea formării de capital.
Pentru a-și îndeplini mandatul, SEC aplică cerința statutară ca companiile publice și alte companii reglementate să prezinte rapoarte trimestriale și anuale, precum și alte rapoarte periodice. Pe lângă rapoartele financiare anuale, directorii companiei trebuie să furnizeze un cont narativ, numit „management discussion and analysis” (MD&A) - „discuție și analiză de management”, care prezintă anul anterior de operațiuni și explică cum s-a descurcat compania în acea perioadă de timp. Raportul de gestionare va aborda, de obicei, și anul următor, subliniind obiectivele și abordările viitoare ale noilor proiecte. Pentru a a menține condiții egale pentru toți investitorii, SEC menține o bază de date online numită EDGAR (Electronic Data Gathering, Analysis, and Retrieval system - Sistemul electronic de colectare, analiză și recuperare a datelor), la care investitorii pot accesa, și pot obține alte informații depuse la agenție.
Rapoartele trimestriale și semestriale ale companiilor publice sunt esențiale pentru ca investitorii să ia decizii corecte atunci când investesc pe piețele de capital. Spre deosebire de sectorul bancar, investițiile pe piețele de capital nu sunt garantate de guvernul federal. Potențialul pentru câștiguri mari trebuie să fie cântărit cu cel al pierderilor considerabile. Dezvăluirea obligatorie a informațiilor financiare și de altă natură despre emitent și titlul în sine oferă persoanelor private, precum și instituțiilor mari, aceleași date de bază despre companiile publice în care investesc, sporind astfel controlul public, reducând în același timp tranzacțiile privilegiate și frauda.
SEC pune rapoartele disponibile publicului prin sistemul EDGAR. SEC oferă, de asemenea, publicații pe subiecte legate de investiții pentru educația publică. Același sistem online primește, de asemenea, sfaturi și plângeri de la investitori pentru a ajuta SEC să descopere cei care încalcă legile privind valorile mobiliare. SEC aderă la o politică strictă de a nu comenta niciodată existența sau starea unei investigații în curs.

## Legile financiare principale
SEC este responsabilă pentru aplicarea celor șase legi financiare principale care reglementează industria financiară și care sunt:
- Securities Act (1933) - Legea privind valorile mobiliare

Această lege are două obiective principale:
- să se asigure că investitorilor li se oferă informații financiare și orice alte informații semnificative privind produsele financiare (acțiuni, obligațiuni) care fac apeluri publice pentru economii;
- interzice ascunderea, denaturarea și orice altă fraudă în vânzarea produselor financiare.
- Securities Exchange Act (1934) - Legea privind schimbul de valori mobiliare

Această lege este la originea creării SEC și îi conferă autoritate deplină asupra industriei financiare în ceea ce privește reglementarea și supravegherea. Bursa de Valori din New York, Bursa Americană și Asociația Națională a Dealerilor de Valori Mobiliare, care administrează NASDAQ, sunt sub supravegherea SEC.
Această lege identifică și interzice anumite comportamente pe piețe și oferă SEC puteri disciplinare asupra entităților și persoanelor asociate cu acestea.
Legea oferă agenției SEC, de asemenea, dreptul de a solicita rapoarte periodice de divulgare de la companiile tranzacționate public.
- Trust Indenture Act (1939) - Legea privind contractul de încredere

Această lege se aplică produselor financiare precum obligațiuni, certificate și creanțe oferite publicului. Deși aceste produse pot fi acoperite de Actul privind valorile mobiliare din 1933, ele pot să nu fie deschise publicului decât dacă există un acord oficial între emitentul obligațiunilor și deținător - trustul prin contract - care îndeplinește cerințele actului respectiv.
- Investment Company Act (1940) - Legea societăților de investiții

Această lege reglementează organizarea companiilor, cum ar fi fondurile mutuale, care investesc în acțiuni și ale căror acțiuni proprii sunt deschise publicului. Această lege impune în special publicarea de informații despre fond, obiectivele sale de investiții, structura și operațiunile sale, destinate investitorilor publici.
- Investment Advisers Act (1940) - Legea consilierilor de investiții

Această lege reglementează profesia de consilier de investiții. De la modificarea din 1996, numai consilierii cu active în administrare de peste 25 milioane USD sau cei care administrează activele unei firme de investiții listate pot fi listați la SEC.
- Sarbanes-Oxley Act (2002) - Legea Sarbanes-Oxley

Această lege are ca scop îmbunătățirea responsabilității companiilor în ceea ce privește publicarea informațiilor financiare și lupta împotriva fraudei. Ea este în spatele creării Consiliului de Supraveghere a Contabilității Companiei Publice, care supraveghează activitățile firmelor de audit.
- Dodd–Frank Wall Street Reform and Consumer Protection Act (2010) - Reforma și Legea Dodd–Frank privind protecția consumatorilor Wall Street

Răspunzând solicitărilor larg răspândite de modificări ale sistemului de reglementare financiară, în iunie 2009, președintele Barack Obama a prezentat o propunere pentru o „revizuire radicală a sistemului de reglementare financiară al Statelor Unite, o transformare la o amploare nemaivăzută de la reformele care au urmat Marea Criză din 1929." Legislația bazată pe propunerea sa a fost introdusă în Camera Reprezentanților Statelor Unite de către congresmanul Barney Frank, iar în Senatul Statelor Unite de către senatorul Chris Dodd. Cea mai mare parte a sprijinului Congresului pentru Dodd-Frank a venit de la membrii Partidului Democrat, dar trei republicani din Senat au votat pentru proiectul de lege, permițându-i să depășească obstrucționarea Senatului.
Dodd-Frank Act a reorganizat sistemul de reglementare financiară, eliminând Oficiul de Supraveghere a Economiei, atribuind noi responsabilități agențiilor existente, cum ar fi Federal Deposit Insurance Corporation, și creând noi agenții precum Biroul pentru Protecția Financiară a Consumatorului (CFPB). CFPB a fost însărcinat cu protejarea consumatorilor împotriva abuzurilor legate de carduri de credit, credite ipotecare și alte produse financiare. Actul a creat, de asemenea, Consiliul de Supraveghere a Stabilității Financiare și Biroul de Cercetare Financiară pentru a identifica amenințările la adresa stabilității financiare a Statelor Unite și a dat Rezervei Federale noi competențe pentru a reglementa instituțiile de importanță sistemică. Pentru a se ocupa de lichidarea marilor companii, prin act a fost creată Autoritatea de Lichidare Ordonată. O prevedere, Volcker Rule, restricționează băncile să facă anumite tipuri de investiții speculative. Actul a abrogat, de asemenea, scutirea de la reglementare pentru swap-urile bazate pe titluri, solicitând ca swapurile de credit-default și alte tranzacții să fie compensate fie prin burse, fie prin case de compensare. Alte prevederi afectează aspecte precum guvernanța corporativă, contractele 1256 și agențiile de rating de credit.

## Diviziuni
SEC are sediul la Washington, D.C. și are cinci comisari numiți de președintele Statelor Unite cu sfatul și acordul Senatului. Mandatul comisarilor este de cinci ani, iar unul dintre ei este înlocuit la data de 5 iunie a fiecărui an. Pentru a asigura neutralitatea SEC, nu există niciodată mai mult de trei comisari care aparțin aceluiași partid politic. Președintele Statelor Unite îl numește pe președintele SEC dintre cei cinci comisari.
SEC are patru divizii, optsprezece birouri și are aproximativ 4.300 de angajați în 2015. Pe lângă sediul său central din Washington, are unsprezece birouri regionale răspândite pe teritoriul Statelor Unite.
Cele patru divizii sunt:
- Corporation Finance

Această divizie este responsabilă de supravegherea publicațiilor realizate de companii și de înregistrarea tranzacțiilor precum fuziunile companiilor. De asemenea, este responsabilă de sistemul EDGAR (Electronic Data Gathering, Analysis, and Retrieval system) care pune la dispoziția publicului toate rapoartele periodice ale companiilor pe care este responsabilă și cu analiza. De asemenea, este responsabil pentru interpretarea regulamentelor.
- Market Regulation

Această divizie supraveghează activitatea organizațiilor bursiere (cum ar fi NYSE), a firmelor de brokeraj și investiții și a altor jucători importanți de pe piața de valori.
- Investment Management

Această divizie supraveghează și reglementează industria de gestionare a activelor de 15 trilioane de dolari și gestionează legile care afectează firmele de investiții și consultanță în investiții.
- Enforcement

Această divizie investighează posibile încălcări ale legilor, consiliază SEC și negociază înțelegeri în numele SEC. Deși SEC are autoritate doar pe aspectul civil, lucrează îndeaproape cu organizații care pot acționa la nivel penal.

## Președinți SEC
| - 1934-1935 : Joseph Patrick Kennedy - 1935-1937 : James M. Landis - 1937-1939 : William O. Douglas - 1939-1941 : Jerome Frank - 1941-1942 : Edward Eicher - 1942-1946 : Ganson Purcell - 1946-1947 : James Caffrey - 1948-1949 : Edmond Hanrahan - 1949-1952 : Harry McDonald |  | - 1952-1953 : Donald C. Cook - 1953-1954 : Ralph Demmler - 1955-1957 : J. Sinclair Armstrong - 1957-1961 : Edward Gadsby - 1961-1964 : William L. Cary - 1964-1969 : Manuel Cohen - 1969-1971 : Hamer Budge - 1971-1973 : William Casey |  | - 1973 : G. Bradford Cook - 1973-1975 : Ray Garrett, Jr. - 1975-1977 : Roderick M. Hills - 1977-1981 : Harold Williams - 1981-1987 : John S.R. Shad - 1987-1989 : David Sturtevant Ruder - 1989-1993 : Richard Breeden - 1993-2001 : Arthur Levitt |  | - 2001-2003 : Harvey Pitt - 2003-2005 : William Donaldson - 2005-2009 : Charles Christopher Cox - 2009-2012 : Mary Schapiro - 2012-2013 : Elisse Walter - 2013-2017 : Mary Jo White - 2017-2020 : Jay Clayton - 2021- : Gary Gensler |